# Río Jauna
El río Jauna, a veces Juana, es un curso natural de agua que nace en el volcán Tatio, en la cordillera de los Andes, fluye con dirección general sur hasta su confluencia con el río Putana, que es donde nace el río Grande (San Pedro de Atacama).

## Trayecto
El río nace en el volcán Tatio en un encadenamiento de cerros islas que se cruzan en el kilómetro 56 del camino actual. La cadena de cerros es la divisoria de aguas entre los sistemas río Grande- río Vilama.

## Historia
Luis Risopatrón escribió en 1924 en su obra Diccionario Jeográfico de Chile sobre las vegas del río:: 360 
Jáuna (Vegas de) 22° 29' 68° 05'. Son de reducida estension, están bañadas por un arroyito de buena agua i se encuentran a 4 240 m de altitud, en la banda N del rio Putaña, del Grande; el en mes de febrero se ha observado en ellas 15,5° i—17,5 °C como temperaturas estremas bajo abrigo i 26,5 °C como oscilación máxima en 12 horas. 116, p. 86, 115, 178, 183 i 184; 134; i 156.

## Población, economía y ecología
En su trayecto se encuentran los vados del mismo nombre